# PT-NUTS

Rozdělení Portugalska na 2 autonomní regiony, 2 metropolitní oblasti a 21 meziokresní společenství.

NUTS:PT je zkratka pro normalizovanou klasifikaci územních celků v Portugalsku pro potřeby statistického úřadu a Eurostatu.

## Rozdělení
- V prvním stupni dělení NUTS 1 sestává Portugalsko z 3 území - Azor, Madeiry a kontinentálního Portugalska.
- V nižší úrovni NUTS 2 se kontinentální Portugalsko dále dělí do 5 regionů (Norte, Alentejo, Centro, Metropolitní oblast Lisabon a Algarve).
- Na úrovni NUTS 3 je kontinentální Portugalsko rozděleno do 21 meziokresních společenství a 2 metropolitních oblastí.

## NUTS
Následující tabulka ukazuje rozdělení území Portugalska do celků NUTS I, NUTS II a NUTS III dle Evropského statistického úřadu.
| NUTS 1                    | NUTS 1 | NUTS 2                       | NUTS 2 | NUTS 3                       | NUTS 3 |
| hlavní celky              | kód    | regiony                      | kód    | subregiony                   | kód    |
| ------------------------- | ------ | ---------------------------- | ------ | ---------------------------- | ------ |
| kontinentální Portugalsko | PT1    | Norte (Sever)                | PT11   | Alto Minho                   | PT111  |
| kontinentální Portugalsko | PT1    | Norte (Sever)                | PT11   | Cávado                       | PT112  |
| kontinentální Portugalsko | PT1    | Norte (Sever)                | PT11   | Ave                          | PT119  |
| kontinentální Portugalsko | PT1    | Norte (Sever)                | PT11   | Metropolitní oblast Porta    | PT11A  |
| kontinentální Portugalsko | PT1    | Norte (Sever)                | PT11   | Alto Tâmega                  | PT11B  |
| kontinentální Portugalsko | PT1    | Norte (Sever)                | PT11   | Tâmega e Sousa               | PT11C  |
| kontinentální Portugalsko | PT1    | Norte (Sever)                | PT11   | Douro                        | PT11D  |
| kontinentální Portugalsko | PT1    | Norte (Sever)                | PT11   | Terras de Trás-os-Montes     | PT11E  |
| kontinentální Portugalsko | PT1    | Algarve                      | PT15   | Algarve                      | PT150  |
| kontinentální Portugalsko | PT1    | Centro (Střed)               | PT16   | Oeste                        | PT16B  |
| kontinentální Portugalsko | PT1    | Centro (Střed)               | PT16   | Região de Aveiro             | PT16D  |
| kontinentální Portugalsko | PT1    | Centro (Střed)               | PT16   | Região de Coimbra            | PT16E  |
| kontinentální Portugalsko | PT1    | Centro (Střed)               | PT16   | Região de Leiria             | PT16F  |
| kontinentální Portugalsko | PT1    | Centro (Střed)               | PT16   | Viseu Dão Lafões             | PT16G  |
| kontinentální Portugalsko | PT1    | Centro (Střed)               | PT16   | Beira Baixa                  | PT16H  |
| kontinentální Portugalsko | PT1    | Centro (Střed)               | PT16   | Médio Tejo                   | PT16I  |
| kontinentální Portugalsko | PT1    | Centro (Střed)               | PT16   | Beiras e Serra da Estrela    | PT16J  |
| kontinentální Portugalsko | PT1    | Metropolitní oblast Lisabonu | PT17   | Metropolitní oblast Lisabonu | PT170  |
| kontinentální Portugalsko | PT1    | Alentejo                     | PT18   | Lezíria do Tejo              | PT185  |
| kontinentální Portugalsko | PT1    | Alentejo                     | PT18   | Alentejo Litoral             | PT181  |
| kontinentální Portugalsko | PT1    | Alentejo                     | PT18   | Alto Alentejo                | PT186  |
| kontinentální Portugalsko | PT1    | Alentejo                     | PT18   | Alentejo Central             | PT187  |
| kontinentální Portugalsko | PT1    | Alentejo                     | PT18   | Baixo Alentejo               | PT184  |
| Azory                     | PT2    | Azory                        | PT20   | Azory                        | PT200  |
| Madeira                   | PT3    | Madeira                      | PT30   | Madeira                      | PT300  |

region Norte
region Alentejo
region Centro
region Lisboa
region Algarve